# 浄教寺 (岡山市)
浄教寺（じょうきょうじ）は、岡山県岡山市中区御成町にある浄土真宗本願寺派の寺院。

## 歴史
寛文12年2月（1672年3月）創立。播磨国英賀保から寛文年間（1661年－1673年）に現在の岡山市東区にあたる西大寺町千日前に移転した。享保2年（1717年）本堂、山門、客殿、庫裡が再建された。大正2年（1913年）現在地に移転した。昭和20年（1945年）6月29日の岡山大空襲で山門を残し享保再建の伽藍が全焼した。現在の本堂は戦後に再建されたもの。

## 境内
- 山門　戦災遺構

## 関連寺院
- 西宝寺　同時期に英賀保から移転した浄土真宗の寺だがこちらは寛文元年（1661年）から大谷派に属する。こちらも岡山大空襲で焼失している。